# Ceratobaeus ovivorus
Ceratobaeus ovivorus är en stekelart som beskrevs av Fouts 1966. Ceratobaeus ovivorus ingår i släktet Ceratobaeus och familjen Scelionidae. Inga underarter finns listade i Catalogue of Life.